# Brzeg Dolny (gemeente)
De gemeente Brzeg Dolny is een stad- en landgemeente in het Poolse woiwodschap Neder-Silezië, in powiat Wołowski.
De zetel van de gemeente is in Brzeg Dolny.
Op 30 juni 2004 telde de gemeente 16 307 inwoners.

## Oppervlakte gegevens
In 2002 bedroeg de totale oppervlakte van gemeente Brzeg Dolny 94,4 km², waarvan:
- agrarisch gebied: 50%
- bossen: 32%

De gemeente beslaat 13,99% van de totale oppervlakte van de powiat.

## Demografie
Stand op 30 juni 2004:
| Omschrijving                   | Totaal | Totaal | Vrouwen | Vrouwen | Mannen | Mannen |
| ------------------------------ | ------ | ------ | ------- | ------- | ------ | ------ |
| eenheid                        | aantal | %      | aantal  | %       | aantal | %      |
| inwoners                       | 16 307 | 100    | 8391    | 51,5    | 7916   | 48,5   |
| bevolkingsdichtheid (inw./km²) | 172,7  | 172,7  | 88,9    | 88,9    | 83,9   | 83,9   |

In 2002 bedroeg het gemiddelde inkomen per inwoner 1698,41 zł.

## Administratieve plaatsen (sołectwo)
Bukowice, Godzięcin, Grodzanów, Jodłowice, Naborów, Pogalewo Małe, Pogalewo Wielkie, Pysząca, Radecz, Stary Dwór, Wały, Żerków, Żerkówek.

## Aangrenzende gemeenten
Miękinia, Oborniki Śląskie, Środa Śląska, Wołów

## Stedenband
- Kovel, Oekraïne